# Olympische Sommerspiele 2020/Gewichtheben – Halbschwergewicht (Frauen)
Das Gewichtheben der Frauen in der Klasse bis 76 kg (Halbschwergewicht) bei den Olympischen Sommerspielen 2020 in Tokio fand am 1. August 2021 im Tokyo International Forum statt. Es traten 13 Athletinnen aus 13 Ländern an.
Die ebenfalls für den Wettkampf qualifizierte Neuseeländerin Megan Signal musste ihre Teilnahme aufgrund einer Schulterverletzung absagen.
Der Wettkampf bestand aus zwei Teilen: Reißen (Snatch) und Stoßen (Clean and Jerk). Die Athletinnen traten in zwei Gruppen zuerst im Reißen an, bei dem sie drei Versuche hatten. Gewichtheberinnen ohne gültigen Versuch schieden aus. Im Stoßen hatte wieder jede Athletin drei Versuche. Die Athletin mit dem höchsten zusammenaddierten Gewicht gewann. Im Falle eines Gleichstandes hätte das geringere Körpergewicht den Ausschlag gegeben.

## Titelträger
| Weltmeisterin     | Reißen    | Rim Jong-sim | 124 kg | WM 2019 in Pattaya     |
| Weltmeisterin     | Stoßen    | Zhang Wangli | 153 kg | WM 2019 in Pattaya     |
| Weltmeisterin     | Zweikampf | Rim Jong-sim | 276 kg | WM 2019 in Pattaya     |
| Olympiasiegerin * | Zweikampf | Xiang Yanmei | 261 kg | 2016 in Rio de Janeiro |

## Rekorde

### Bestehende Rekorde
| Weltrekord | Reißen    | Rim Jong-sim | 124 kg | Pattaya, Thailand | 22. September 2019 |
| Weltrekord | Stoßen    | Zhang Wangli | 156 kg | Fuzhou, China     | 26. Februar 2019   |
| Weltrekord | Zweikampf | Rim Jong-sim | 278 kg | Ningbo, China     | 26. April 2019     |

Das Gewichtheben der Frauen fand bisher bei keinen Olympischen Sommerspielen in der Gewichtsklasse bis 76 kg statt. Daher gab es vor den Spielen in Tokio noch keine olympischen Rekorde in dieser Klasse.

### Neue Rekorde
Mit der Einführung der neuen Gewichtsklassen im Gewichtheben 2018 setzte die International Weightlifting Federation ebenfalls Weltstandards für olympische Rekorde fest. Für die Gewichtsklasse bis 76 kg bei den Frauen bestehen folgende Rekordschwellen:
- Reißen: 121 kg
- Stoßen: 149 kg
- Zweikampf: 270 kg

Die besten Wettkampfresultate erzielte Neisi Dajomes aus Ecuador mit 118 kg im Reißen, 145 kg im Stoßen und 263 kg im Zweikampf. Damit übertraf sie jedoch keinen der gesetzten Weltstandards für die Aufstellung eines neuen Rekordes.

## Zeitplan
- Gruppe B: 1. August 2021, 13:50 Uhr (Ortszeit)
- Gruppe A: 1. August 2021, 19:50 Uhr (Ortszeit)

## Endergebnis
| Rang | Athletin              | Nation             | Gr. | Kgw.  | Reißen (kg) | Reißen (kg) | Reißen (kg) | Reißen (kg) | Stoßen (kg) | Stoßen (kg) | Stoßen (kg) | Stoßen (kg) | Zweikampf |
| Rang | Athletin              | Nation             | Gr. | Kgw.  | 1           | 2           | 3           | Gesamt      | 1           | 2           | 3           | Gesamt      | Zweikampf |
| ---- | --------------------- | ------------------ | --- | ----- | ----------- | ----------- | ----------- | ----------- | ----------- | ----------- | ----------- | ----------- | --------- |
| 1    | Neisi Dajomes         | Ecuador            | A   | 75,10 | 111         | 115         | 118         | 118         | 135         | 140         | 145         | 145         | 263       |
| 2    | Katherine Nye         | Vereinigte Staaten | A   | 75,15 | 107         | 111         | 114         | 111         | 133         | 138         | 148         | 138         | 249       |
| 3    | Aremi Fuentes         | Mexiko             | A   | 75,65 | 105         | 108         | 110         | 108         | 135         | 137         | 139         | 137         | 245       |
| 4    | Patricia Strenius     | Schweden           | A   | 72,80 | 102         | 102         | 102         | 102         | 130         | 133         | 138         | 133         | 235       |
| 5    | Darja Nawumawa        | Belarus            | A   | 75,30 | 103         | 107         | 107         | 103         | 125         | 131         | 133         | 131         | 234       |
| 6    | Kumushxon Fayzullaeva | Usbekistan         | A   | 71,80 | 97          | 101         | 101         | 101         | 122         | 126         | 130         | 126         | 227       |
| 7    | Emily Godley          | Großbritannien     | B   | 71,85 | 92          | 95          | 98          | 98          | 117         | 123         | 124         | 124         | 222       |
| 8    | Kristel Ngarlem       | Kanada             | B   | 75,35 | 92          | 95          | 97          | 95          | 123         | 126         | 126         | 123         | 218       |
| 9    | Mahassen Fattouh      | Libanon            | B   | 69,60 | 88          | 93          | 97          | 93          | 112         | 118         | 124         | 124         | 217       |
| 10   | Nancy Genzel Abouke   | Nauru              | B   | 71,80 | 88          | 88          | 90          | 90          | 108         | 113         | 117         | 113         | 203       |
| 11   | Jeanne Gaëlle Eyenga  | Kamerun            | B   | 75,50 | 86          | 91          | 96          | 91          | 111         | 116         | 118         | 111         | 202       |
| —    | Iryna Decha           | Ukraine            | A   | 75,75 | 110         | 113         | 113         | 113         | 131         | 131         | 131         | —           | —         |
| —    | Kim Su-hyeon          | Südkorea           | A   | 75,65 | 106         | 109         | 110         | 106         | 138         | 140         | 140         | —           | —         |